# Breukelen
Breukelen – miasto w Holandii, w prowincji Utrecht. W 2011 roku liczyło 9210 mieszkańców. To od nazwy tej miejscowości nazwana została holenderska osada nad East River, która z czasem rozrosła się i stała się częścią Nowego Jorku jako okręg Brooklyn.
W miejscowości urodził się aktor Rutger Hauer.